# Первое сражение под Полоцком
Не путать со Вторым сражением под Полоцком.
Первое сражение под Полоцком (17—18 августа 1812 года) — бой между 1-м пехотным корпусом русской армии под командованием генерала Витгенштейна и французскими корпусами Великой армии маршала Удино и генерала Сен-Сира в ходе Отечественной войны 1812 года в Витебской губернии.

## Предыстория
При отступлении 1-й русской армии под руководством Барклай-де-Толли от Дриссы на Москву отряд графа Витгенштейна, силою 18 тысяч человек, был оставлен для прикрытия путей к Санкт-Петербургу. Против него был выдвинут французский корпус маршала Удино, который, перейдя Западную Двину в Полоцке, двинулся к Себежу.
После битвы под Клястицами маршал Удино был вынужден отступить к Полоцку, на петербургском направлении. Создавалась угроза растянутым коммуникациям армии Наполеона, преследовавшим основную русскую армию в сторону Москвы. Для удержания корпуса Витгенштейна к Удино на помощь подошёл корпус Сен-Сира численностью 13 тысяч человек. При деревне Кохановичи 30 июля 1812 года произошло авангардное сражение. С 4-х часов утра до 10 вечера войска сражались с ожесточением, получая подкрепления от своих армий. Французы, потеряв до 1.500 человек убитыми и ранеными и 300 пленными, отошли за речку Свольня. После этой неудачи корпус Удино возвратился к Полоцку.

## Ход битвы
Ранним утром 17 августа Витгенштейн атаковал правый фланг позиции французов возле села Спас, заставив французов отступить. Удино стянул силы с других направлений и организовал контратаку на центр русской армии. Бой продолжался 14 часов и только к вечеру был прекращён, обе стороны сохранили свои позиции. В этом день русские потеряли до 2 тысяч убитыми и ранеными, потери французов — до 4 тысяч человек. Тяжело раненый Удино передал командование генералу Сен-Сиру.
Следующим утром 18 августа Сен-Сир, открыв канонаду из 60 пушек, предпринял большое наступление. Он смог ввести в заблуждение Витгенштейна насчёт места атаки и внезапно обрушился на левый фланг и центр русской позиции силами кавалерии, поддерживаемыми 30 орудиями. Наступление имело успех, французы взломали оборону русских и захватили 7 пушек. Когда поражение казалось неизбежным, Витгенштейн предпринял кавалерийскую контратаку, опрокинув кавалерию, смял пехоту и захватил 15 орудий, из которые за недостатком упряжи было увезено только 2 орудия. Атака привела французов в замешательство, что заставило их, преследуемых русской кавалерией, вернуться на исходные позиции до самого Полоцка. Сам Сен-Сир едва не попался в плен.
Наблюдая превосходящие силы французов, с наступлением сумерек при крайнем утомлении войск Витгенштейн прекратил сражение и отступил к Сивошину, где укрепился. В этот день потери французов — более 2 тысяч выбывших из строя, 2 пушки и 500 пленных. Потери русской армии — до 2 тысяч убитых и раненых и 7 пушек. В таком положении обе стороны ограничивались местными боями до Второго сражения под Полоцком в начале октября.
За успешные действия Сен-Сир получил звание маршала Империи.

## Итог сражения
Согласно надписи на мраморной плите на стене Храма Христа Спасителя русские потеряли убитыми и ранеными 5500 человек.
Бой не имел серьёзных последствий. Последующие два месяца стороны не вели активных боевых действий и накапливали силы. Задача Витгенштейна была не допустить продвижения французов к Санкт-Петербургу, Сен-Сир блокировал корпус русских. Основные сражения разворачивались на московском направлении.